# Smardz półwolny

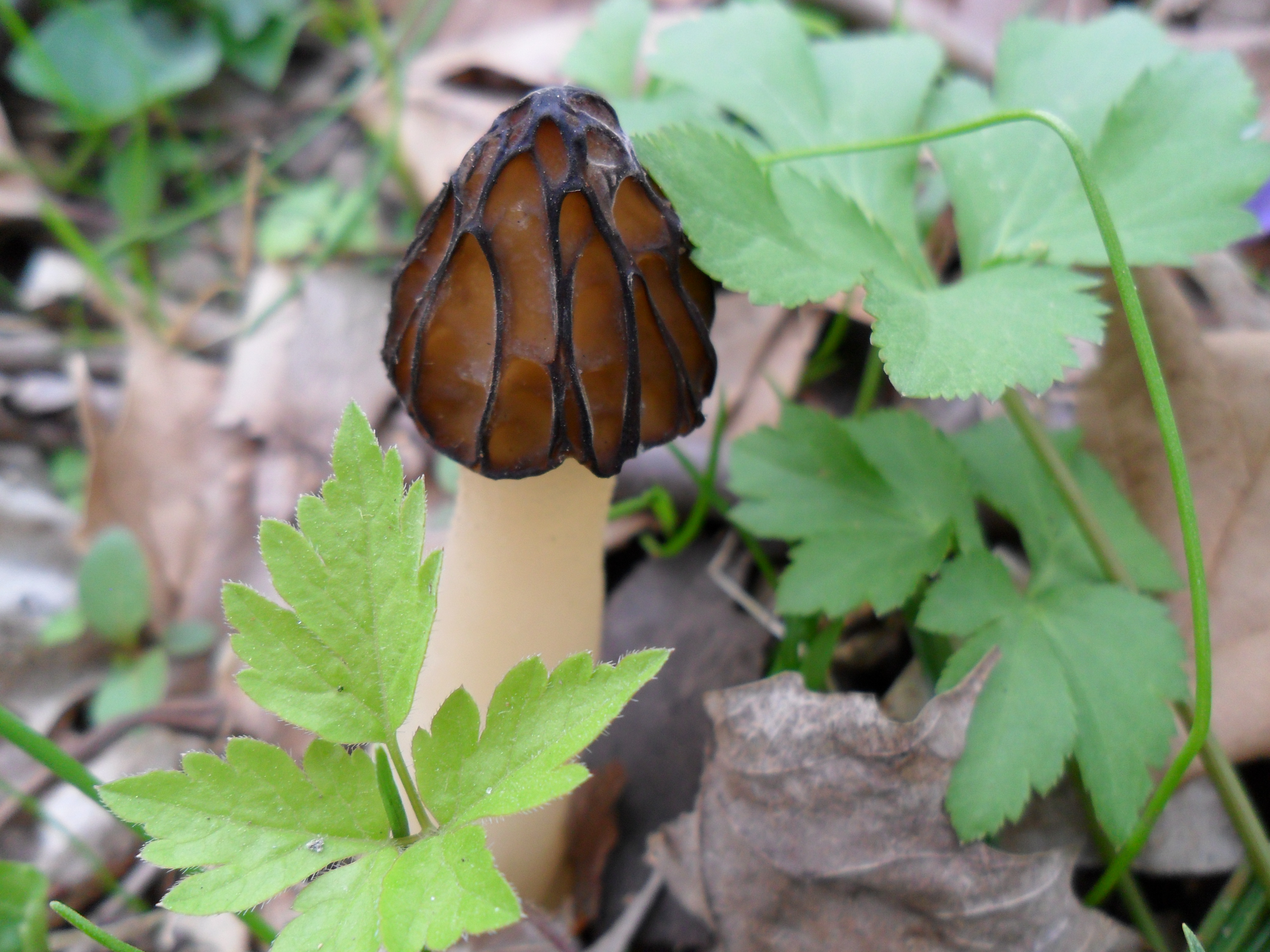

Smardz półwolny (Morchella semilibera DC.) – gatunek grzybów należący do rodziny smardzowatych (Morchellaceae).

## Systematyka i nazewnictwo
Pozycja w klasyfikacji według Index Fungorum: Morchella, Morchellaceae, Pezizales, Pezizomycetidae, Pezizomycetes, Pezizomycotina, Ascomycota, Fungi.
Synonimy:

- Helvella hybrida Sowerby 1799
- Mitrophora hybrida (Sowerby ex Grev.) Boud.
- Mitrophora rimosipes (DC.) Lév. 1846
- Mitrophora semilibera (DC.) 1846
- Morchella acuta Velen.
- Morchella hybrida Pers. 1801
- Morchella rimosipes DC. 1805
- Morchella semilibera DC. 1805
- Morilla rimosipes (DC.) Quél. 1886
- Morilla semilibera (DC.) Quél. 1886
- Phallus gigas Batsch:Fr 1783
- Morchella gigas (Batsch:Fr.) Pers.1801
- Eromitra gigas (Batsch:Fr.) Lév. 1855
- Ptychoverpa gigas (Batsch:Fr.) 1907
- Phallus undosus Batsch:Fr. 1783
- Morchella undosa (Batsch:Fr.) Pers.1801
- Phallus crassipes Vent.:Fr. 1783
- Morchella Crassipes (Vent.:Fr.) Pers.1801[2].

W piśmiennictwie mykologicznym często zaliczany był do rodzaju Mitrophora jako mitrówka półwolna (Mitrophora semilibera). Na podstawie najnowszych badań włączony został do rodzaju Morchella (smardz).

## Morfologia
Główka
O kształcie od dzwonkowatego do dzwonkowato-stożkowatego, u różnych okazów znacznie różni się rozmiarami. Wysokość 2–8 cm, średnica 1,4 cm. Przyrasta do trzonu górną częścią dolna 1/3 do 1/2 jest wolna. Powierzchnia żeberkowana, pomiędzy wysokimi i cienkimi pionowymi żebrami znajdują się alweole tworzące pionowe rzędy oddzielone niskimi listewkami. Alweole mają barwę od żółtobrązowej przez jasnobrązową do oliwkowobrązowej, żebra i listewki od ciemnobrązowej do czarnobrązowej.
Trzon
Wysoki w stosunku do główki (5–12 cm) i gruby (1–3 cm), wewnątrz pusty, bardzo kruchy. Powierzchnia gładka, naga, u dojrzałych okazów karbowana, początkowo biaława, potem żółtawa lub ochrowa.
Miąższ
O grubości 2–3 mm, woskowaty, kruchy, biały. Zapach przyjemny, korzenny, dość silny.
Cechy mikroskopowe
Wysyp zarodników oliwkowożółty do bladoochrowego. Zarodniki elipsoidalne, szkliste, gładkie, bez gutuli, 20-30 × 12-18 µm.
Gatunki podobne
Smardz wyniosły (Morchella elata) odróżnia się oprószonym trzonem. Naparstniczka czeska (Verpa bohemica) ma główkę przyrośniętą tylko na szczycie.

## Występowanie i siedlisko
Znane jest występowanie smardza półwolnego w Europie i Ameryce Północnej. W Polsce występuje na obszarze całego kraju, ale jest rzadki. Podano około 100 jego stanowisk. Znajduje się na Czerwonej liście roślin i grzybów Polski. Ma status R – potencjalnie zagrożony z powodu ograniczonego zasięgu geograficznego i małych obszarów siedliskowych. Od 2014 r. w Polsce jest objęty ochroną częściową grzybów (chronione są okazy rosnące poza terenem ogrodów, upraw ogrodniczych, szkółek leśnych oraz poza terenami zieleni). W latach 1983–2014 podlegał ochronie ścisłej. Najbardziej aktualne stanowiska podaje internetowy atlas grzybów. Znajduje się w nim na liście gatunków zagrożonych i wartych objęcia ochroną.
Grzyb naziemny, prawdopodobnie saprotrof. Występuje w żyznych, wilgotnych i cienistych lasach, zaroślach nadrzecznych, różnego typu zadrzewieniach, parkach, ogrodach. Często spotykany jest pod jesionami. Owocniki pojawiają się wiosną.

## Zastosowanie
Jest doskonałym grzybem jadalnym. Może być uprawiany w ogrodzie na żyznej ziemi z dodatkiem materiału drzewnego, np. trocin lub słomy i około 1–2 cm warstwą kompostu. Tak przygotowane podłoże z zasianymi zarodnikami zabezpiecza się przed wysychaniem przykrywając je warstwą słomy lub liści. Owocniki zaczynają wyrastać zwykle w następnym roku i rosną przez kilka lat.